# 15627 Hong
15627 Hong este un asteroid din centura principală de asteroizi.

## Descriere
15627 Hong este un asteroid din centura principală de asteroizi. A fost descoperit pe 29 aprilie 2000 la Socorro, New Mexico, în cadrul proiectului LINEAR. Asteroidul prezintă o orbită caracterizată de o semiaxă mare de 2,59 ua, o excentricitate de 0,12 și o înclinație de 4,3° în raport cu ecliptica.